# Heftalici

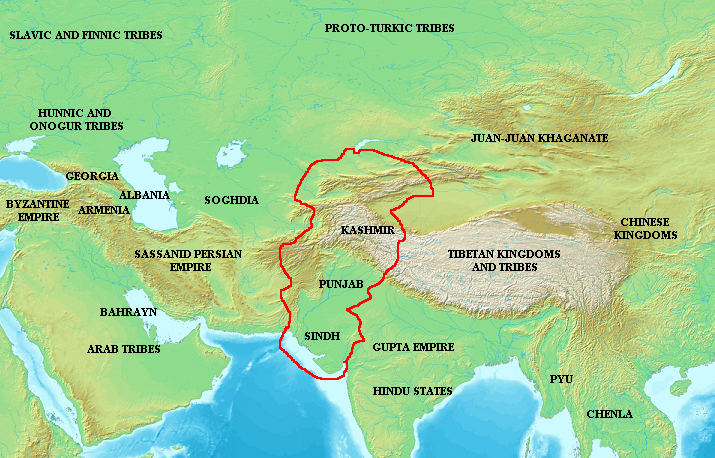
Terytorium opanowane przez Heftalitów w roku 500

Heftalici – środkowoazjatycki lud koczowniczy, przez kronikarzy bizantyjskich nazywany też „Białymi Hunami” (sanskr. Śveta Hūṇa). Dyskutowana jest ich tożsamość z ludem Xiongnu oraz z Hunami, którzy najechali Europę w 370 r.
Ok. IV/V w. zajęli międzyrzecze Syr-Darii i Amu-Darii oraz północny i środkowy Afganistan aż po Kabul, skąd od lat 50. V wieku organizowali liczne wyprawy wojenne przeciwko Persji i Indiom. We wschodnim Iranie wzięli do niewoli króla Peroza, który za cenę wolności musiał odstąpić zwycięzcom Herat, Merw i Balch a ponadto zapłacić ogromną kontrybucję. W Indiach ich najazdy początkowo były skutecznie odpierane przez cesarzy Kumaraguptę I i Skandaguptę, jednak już w latach 490–500, heftalicki władca Toramana, wykorzystując załamanie państwa Guptów, zdołał opanować ich kraj (prawdopodobnie aż po Narbadę i współczesny Allahabad).
Imperium Heftalitów było jednak krótkotrwałe. Syn Toramany, Mihirakula został ok. 528 wyparty z doliny Gangesu przez Narasimaguptę, króla z tego odgałęzienia dynastii Guptów, któremu udało się zachować władzę w Magadzie i Bengalu. Wkrótce (ok. 530) Heftalici ulegli na terenie zachodnich Indii królowi Jasiodharmanowi z Mandasoru, ostatecznie Mihirakula zdołał zachować tylko Kaszmir oraz kilka niewielkich indyjskich prowincji. Ostateczną klęskę zadali Heftalitom Turcy w sojuszu z Sasanidami ok. roku 565; niebawem lud Heftalitów utracił swą odrębność.